# I-57
I-57 (Interstate 57) — межштатная автомагистраль в Соединённых Штатах Америки, длиной 386,12 мили (621,40 км). Проходит по территории двух штатов.
| Штат  | миль   | км     |
| ----- | ------ | ------ |
| MO    | 21,96  | 35,34  |
| IL    | 364,16 | 586,06 |
| Всего | 386,12 | 621,40 |

## Маршрут магистрали

### Миссури
Южный конец автомагистрали Interstate 57 располагается в городе Майнер штата Миссури, на пересечении с Interstate 55 и US 60. Через 35 км I-57 пересекает реку Миссисипи и попадает в город Кейро штата Иллинойс.

### Иллинойс
Interstate 57 имеет наибольшую длину в Иллинойсе из всех межштатных магистралей, проходящих по территории этого штата. Пересекает Национальный лес Шауни и направляется на северо-восток,  в сторону города Чикаго. Проходит через крупный город Шампейн. В Чикаго I-57 пересекает I-294. Северный конец магистрали располагается на пересечении с I-94.

## Основные развязки
- I-24, Горвилл
- I-64, Маунт-Вернон[англ.]
- I-70, Эффингем
- I-72, Шампейн
- I-74, Шампейн
- I-80, Каунтри-Клаб-Хиллс